# Neldasaurus
Neldasaurus is een geslacht van uitgestorven dvinosaurische temnospondyle Batrachomorpha (basale 'amfibieën') binnen de familie Trimerorhachidae.

## Naamgeving
De typesoort Neldasaurus wrightae werd in 1965 benoemd en beschreven door John Newland Chase. De soortaanduiding eert Nelda Emelyn Wright, de assistente van Alfred Romer. 
Het holotype is MCZ 2200. Romer vond het typespecimen in 1954 bij Terrapin School in Archer County, Texas. Het bestaat uit een skelet met een platte schedel, 165 millimeter lang, met een driehoekig profiel maar een vrij brede punt. Verder omvat het de voorste wervelkolom en de schoudergordel.
Verdere specimina werden toegewezen. MCZ 1371 is een skelet met schedel dat ook een voorpoot bewaart. MCZ 1438 is een gedeeltelijke schedel. MCZ 2403 bestaat uit losse schedelbotten. MCZ 2523 is een partij wervels. USNM 47214 is een gedeeltelijke schedel.

## Beschrijving
Rainer Schoch kon in 2018 de beschrijving door Chase op vele punten verbeteren, Neldasaurus toont een aantal onderscheidende kenmerken. De neusgaten staan dicht op de middenlijn en niet aan de rand of de punt. Er is een breed contact tussen de premaxilla en het bovenkaaksbeen dat doorloopt tot naast de neusgaten. Het neusgat is eirond met de smalle punt naar voren gericht. Lange tanden in een rij overdwars op de ploegschaarbeenderen steken door openingen in de onderkaken, tot onder de mandibulaire onderrand. De snuit is opvallend langer dan bij verwanten indien dat inderdaad de Dvinosauria zijn, doordat de snuitbeenderen alle verlengd zijn. Er is een smalle bijdrage van het jukbeen aan de oogkas. Er staan bij elkaar ruim honderd tanden in de bovenkaken en zestig in de onderkaken. 
De snuitpunt is stomp in plaats van parabolisch. Basale kenmerken zijn het behoud van een intertemporale, dat net zo groot is als het (korte) supratemporale en het bezit van een halvemaanvormige inkeping in het squamosum. De inkeping is ook opvallend diep door een vrij groot tabulare. De beenderen van het schedeldak zijn vrij slank. Het postorbitale is kort. Er is een breed contact tussen prefrontale en postfrontale.

## Fylogenie
Een analyse door Schoch uit 2018 vond Neldasaurus basaal in de Dvinosauria als zustersoort van Trimerorhachis.